# Adolf Thiele (Politiker, 1877)
Adolf Thiele (* 21. September 1877 in Karwesee; † 22. Dezember 1929 in Neu Salzbrunn) war ein deutscher Politiker (SPD).

## Leben
Nach dem Besuch der Volksschule absolvierte Thiele von 1891 bis 1895 eine Lehre als Stuckateur und übte diesen Beruf anschließend bis 1907 aus. Danach nahm er eine Tätigkeit als Angestellter im Genossenschaftswesen auf. Er war von 1907 bis 1915 hauptamtlicher Kassierer und von 1915 bis 1919 Geschäftsführer des Wareneinkaufsvereins in Guben. Von 1919 bis 1926 war er Geschäftsführer des Konsumvereins für das niederschlesische Industriegebiet Weißstein bei Neu Salzbrunn, von 1926 bis 1929 Direktor des Verbandes schlesischer Konsumvereine. Außerdem war er von 1920 bis 1927 Mitglied des Generalrates und von 1927 bis 1929 Mitglied des Verbandsausschusses des Zentralverbandes deutscher Konsumvereine.
Thiele trat in die SPD ein und betätigte sich als Mitarbeiter an Partei- und Fachzeitungen. Er war von 1912 bis 1919 Stadtverordneter und von 1914 bis 1918 unbesoldeter Stadtrat in Guben. Von 1919 bis 1921 war er Mitglied der Verfassunggebenden Preußischen Landesversammlung für den Wahlkreis Frankfurt 7 (Guben, Sorau, Forst). Im Februar 1921 wurde er als Abgeordneter in den Preußischen Landtag gewählt, dem er ohne Unterbrechung bis zu seinem Tod im Jahre 1929 angehörte. Im Parlament vertrat er den Wahlkreis 7 (Breslau).